# 水野伊太郎
水野 伊太郎（みずの いたろう、1896年（明治29年）6月20日 - 1964年（昭和39年）3月26日）は、日本の外交官。特命全権公使。

## 経歴
静岡県出身。1919年（大正8年）、高等試験外交科に合格し、翌年に東京帝国大学法学部法律科を卒業した。大使館三等書記官、外務事務官、公使館二等書記官、同一等書記官を歴任し、その間にベルギー、フランス、ルーマニア、ユーゴスラビアに勤務した。1935年（昭和10年）、外務書記官・調査部第二課長となり、通商局第一課長、同第三課長兼第四課長などを経て、1940年（昭和15年）に通商局長に就任した。さらに南洋局長、大東亜省南方事務局長を務め、1944年（昭和19年）から日泰攻守同盟条約慶祝使節随員首席の特命全権公使として、広田弘毅元首相、矢田部保吉特命全権大使、朝海浩一郎書記官、東光武三書記官らとタイ王国に派遣された。
戦後は南洋協会理事長を務めた。

## 栄典
- 1940年（昭和15年）8月15日 - 紀元二千六百年祝典記念章[7]